# Pod ochranou nebe (film)
Pod ochranou nebe (anglicky: The Sheltering Sky) je britsko-italské filmové drama z roku 1990 natočené podle stejnojmenné knihy Paula Bowlese. Děj filmu se odehrává roku 1947 v severní Africe. Hlavními hrdiny filmu jsou manželé z New Yorku Kit a Port Moresbyovi, kteří přijíždějí do Tangeru a chtějí svou cestou po Sahaře vyřešit své manželské problémy.

## Výroba
- Režie : Bernardo Bertolucci
- Scénář : Paul Bowles, Mark Peploe
- Produkce : Jeremy Thomas, William Aldrich* Délka : 140 minut

## Obsazení
| John Malkovich  | jako Port Moresby  |
| Debra Wingerová | jako Kit Moresby   |
| Campbell Scott  | jako George Tunner |
| Jill Bennett    | jako Mrs. Lyle     |
| Timothy Spall   | jako Eric Lyle     |
| Eric Vu-An      | jako Belqassim     |